# São Gonçalo (Funchal)
São Gonçalo é uma freguesia portuguesa do município do Funchal, com 7,08 km² de área e 5806 habitantes (censo de 2021). A sua densidade populacional é 820,1 hab./km².
Localiza-se a uma latitude 32.633 (32°38') Norte e a uma longitude 16.833 (16°50') Oeste. Tem uma estrada que liga ao resto do Funchal e a Machico. São Gonçalo é banhada pelo Oceano Atlântico a sul. Tem montanhas a nordeste. São Gonçalo tem uma escola, um liceu, um pavilhão desportivo, uma igreja e uma praça.

## Demografia
A população registada nos censos foi:
| Distribuição da População por Grupos Etários | Distribuição da População por Grupos Etários | Distribuição da População por Grupos Etários | Distribuição da População por Grupos Etários | Distribuição da População por Grupos Etários |
| -------------------------------------------- | -------------------------------------------- | -------------------------------------------- | -------------------------------------------- | -------------------------------------------- |
| Ano                                          | 0-14 Anos                                    | 15-24 Anos                                   | 25-64 Anos                                   | > 65 Anos                                    |
| 2001                                         | 1164                                         | 1050                                         | 3794                                         | 1224                                         |
| 2011                                         | 942                                          | 725                                          | 3600                                         | 1320                                         |
| 2021                                         | 544                                          | 629                                          | 3053                                         | 1580                                         |

## Freguesias limítrofes
- Camacha, nordeste
- Caniço, este
- Santa Maria Maior